# Tübingen
Tübingen er en tysk by, beliggende ca. 35 km sydvest for Stuttgart midt i Neckartal. Den gamle by indkapsles af floden Neckar og den lidt mindre Ammer, men byen er for længst vokset ud over disse grænser. I 2002 havde byen 82.885 indbyggere, hvoraf ca. 22.000 var studerende. Byens største vartegn er byens universitet, Eberhard Karls Universität Tübingen, som blev grundlagt i 1477.
Historisk set har Tübingen spillet en vigtigere rolle end byens ringe størrelse berettiger. Den har i flere omgange været hjemsted for kongen af Württemberg, som residerede på det slot, der knejser over byen, men nok vigtigere har mange af de store tyske intellektuelle studeret i den idylliske by. Af de mange berømtheder der har studeret på det traditionsrige universitet kan kort nævnes den romantiske forfatter og digter Friedrich Hölderlin, filosoffen Georg Wilhelm Friedrich Hegel, filosoffen og romantikeren Friedrich Wilhelm Joseph von Schelling. Disse tre boede i en årrække i samme kollegium.
Af nulevende personligheder kan nævnes den tyske forbundspræsident Horst Köhler samt Pave Benedict XVI (Joseph Ratzinger), der også har undervist på stedet.